# Teneré

Localització

Teneré o Ténéré, que significa en la llengua dels tuaregs simplement 'desert', és la part central del Sàhara i és la zona més àrida.
Té una extensió de 1.500 quilòmetres de nord a sud, i de 1.200 quilòmetres d'est a oest (del Tibesti (Txad) al massís de l'Aïr (Níger)). Ocupa una superfície de 154.000 km². El Teneré es caracteritza pels seus ergs, que poden arribar a fer 300 metres d'alçada. La ciutat principal n'és Agadez. Té oasis com els de Bilma, Chirfa, Djado, Fachi, Seguedine i Dirkou, poblats pels pobles toubous i kanouris, com també poblacions abandonades per motius encara desconeguts, com són Djaba i Debessa.
Del 1983 al 1992, va ser travessat per la cursa del París-Dakar. El 19 de setembre del 1989, el vol 772 UTA, víctima d'un atemptat, explotà sobre el Teneré, s'hi va construir un memorial el juny del 2007.